# 波普拉格羅夫 (伊利諾伊州)
波普拉格羅夫（英語：Poplar Grove）是位於美國伊利諾伊州布恩縣的一個村落。

## 地理
波普拉格羅夫的座標為42°20′45″N 88°50′22″W / 42.34583°N 88.83944°W，而該地最高點為海拔高度282米（即925英尺）。

## 人口
根據2010年美國人口普查的數據，波普拉格羅夫的面積為20.00平方千米，當中陸地面積為2.00平方千米，而水域面積為0.00平方千米。當地共有人口5023人，而人口密度為每平方千米251人。